# Море Холода
Мо́ре Хо́лода (лат. Mare Frigoris) — лунное море, расположенное к северу от Моря Дождей и тянущееся до северной оконечности Моря Ясности. С юга к Морю Холода примыкают окружающие Море Дождей горы Альпы, рассеченные прямой трещиной длиной 170 км при ширине 10 км — Альпийской долиной. Море расположено во внешнем кольце Океана Бурь; сформировалось в эпоху Раннеимбрийского периода, его восточная часть — в Позднеимбрийский период, а западная — в Эратосфенский период геологической активности Луны.
К югу от моря расположено темное округлое образование — кратер Платон.
Селенографические координаты объекта — 56°00′ с. ш. 1°24′ в. д. / 56,0° с. ш. 1,4° в. д., максимальная протяжённость составляет 1596 км.